# Provinz Médiouna
Médiouna (arabisch إقليم مديونة, Tamazight: ⵜⴰⵙⴳⴰ ⵏ ⵎⴷⵢⵓⵏⴰ) ist eine Provinz in Marokko. Sie gehört seit der Verwaltungsreform von 2015 zur Region Casablanca-Settat (davor zu Grand Casablanca) und ist Teil des Vorortbereiches von Casablanca. Die Provinz hat 122.851 Einwohner (2004).

## Orte
| Gemeinde                | Einwohner         | Einwohner         |
| Gemeinde                | 2. September 1994 | 2. September 2004 |
| ----------------------- | ----------------- | ----------------- |
| Al Majjatia Oulad Taleb | 16.182            | 23.322            |
| Lahraouyine             | 16.135            | 52.862            |
| Sidi Hajjaj Oued Hassar | 12.820            | 20.245            |
| Médiouna                | 11.661            | 14.712            |
| Tit Mellil              | 5.796             | 11.710            |